# Comostola confusa
Comostola confusa är en fjärilsart som beskrevs av W. Warren 1905. Comostola confusa ingår i släktet Comostola och familjen mätare. Inga underarter finns listade i Catalogue of Life.